# Noba
El Noba o Nobodai o Nobadae foren un grup ètnic que va arribar a Núbia vers el 200 o 250 i van originar la cultura de Ballana i més tard el regne de Nobàdia o Nobàtia. El seu grup ha estat classificat com grup X de Núbia.